# Хиди, Патрик
Патрик Хиди (венг. Hidi Patrik; род. 27 ноября 1990, Дьёр, Венгрия) — венгерский футболист, полузащитник клуба «Гонвед».

## Карьера
Футбольную карьеру начал в 2008 году в составе клуба «Гонвед». 18-летний Патрик сыграл 9 игр, забил гол, а в мае 2009 выиграл с командой Кубок Венгрии, победив в финале «Дьёр» (1-0, 0-0). Но Суперкубок проиграли чемпиону «Дебрецену» (0-1). В сезоне 2012/2013 завоевали бронзовые медали, а в чемпионате Венгрии 2016/2017 в ранге капитана команды привёл свой клуб к чемпионству, впервые за последние 24 года.
На волне успеха летом 2017 года на один сезон стал игроком испанского клуба «Реал Овьедо», выступавшего в Сегунде. Сыграл 14 матчей, сделал один ассист и получил три жёлтые карточки. В марте 2018 был вызван новым тренером сборной Жоржем Лекенсом (Бельгия) для товарищеской игры с Казахстаном, но на поле не вышел.
Летом 2018 года на полсезона вернулся в родной «Гонвед». В ноябре «Гонвед» поощрил Патрика Хиди за преданность клубу — ему вручили символический серебряный мяч и футболку с цифрой «200» — количество проведенных матчей.
А в начале 2019 года перешёл в казахстанский клуб «Иртыш» (Павлодар).

## Достижения
«Гонвед»
- Чемпион Венгрии: 2017
- Бронзовый призёр чемпионата Венгрии: 2013
- Обладатель Кубка Венгрии 2009
- Финалист Суперкубка Венгрии 2009